# Kombinacja norweska na Zimowej Uniwersjadzie 2013 – konkurs drużynowy
Konkurs drużynowy w kombinacji norweskiej na Zimowej Uniwersjadzie 2013 został rozegrany 18 grudnia. Złoty medal zdobyła drużyna Polski w składzie Adam Cieślar, Paweł Słowiok i Szczepan Kupczak. 

## Wyniki
| Miejsce | Reprezentacja | Zawodnicy                                         | Nota i miejsce po skokach | Czas biegu |
| ------- | ------------- | ------------------------------------------------- | ------------------------- | ---------- |
| złoto   | Polska        | Szczepan Kupczak, Paweł Słowiok, Adam Cieślar     | 375,8 (2)                 | 38:36,6    |
| srebro  | Słowenia      | Borut Mavc, Jože Kamenik, Matič Plaznik           | 340,5 (5)                 | +7,8       |
| brąz    | Japonia       | Gō Yamamoto, Shota Horigome, Aguri Shimizu        | 379,4 (1)                 | +12,4      |
| 4.      | Norwegia      | Mads Waaler, Espen Andersen, Emil Vilhelmsen      | 333,3 (6)                 | +13,1      |
| 5.      | Rosja I       | Samir Mastijew, Dmitrij Żarkow, Wiaczesław Barkow | 350,2 (4)                 | +38,7      |
| 6.      | Niemcy        | Sebastian Welle, Tobias Simon, Stephan Bätz       | 355,7 (3)                 | +2:09,6    |
| 7.      | Rosja II      | Nikita Oks, Siergiej Proszin, Aleksiej Sieregin   | 324,5 (7)                 | +3:36,9    |
| 8.      | Austria       | Michael Brandner, Andreas Zollner, Matija Druml   | 321,5 (8)                 | +5:05,2    |
| 9.      | Estonia       | Rauno Loit, Karl Mustjogi, Raiko Heide            | 298,9 (9)                 | +5:37,0    |